# Victor Ramahatra
Victor Ramahatra (Antananarivo, 6 september 1945) is een Malagassisch politicus en premier van Madagaskar van 12 februari 1988 tot 8 augustus 1991, tijdens het presidentschap van Didier Ratsiraka. Nadat Ratsiraka opnieuw in 1997 tot president gekozen werd, werd Ramahatra aangewezen als zijn persoonlijk militaire adviseur.
In juni 2002 werd Ramahatra beschuldigd van betrokkenheid bij de moord op president Marc Ravalomanana. In oktober 2002 werd hij vrijgesproken.
Ramahatra was als premier de opvolger van Désiré Rakotoarijaona en werd opgevolgd door Désiré Rakotoarijaona.